# فرانكو دي فيتا
فرانكو دي فيتا (بالإسبانية: Franco De Vita) ولد في 23 يناير 1954 في كراكاس بفنزويلا، هو مغني وكاتب أغاني فنزويلي وحائز على جائزة غرامي اللاتينية. ألبومه الأول كفنان منفرد جمع فيه بين ثقافتي إسبانيا-فنزويلا. وقد وقع على عقد مع شبكة سي بي إس في عامي 1989 و1990، كما حقق ألبومه Extranjero الرقم 1 في أمريكا اللاتينية وفاز فيما بعد بجائزة إم تي في عن فئة الأغاني المصورة. أما عام 2004 فقد دخل ألبومه Stop إلى قائمة أفضل 10 أغاني في جميع أنحاء أمريكا اللاتينية. كما تجدر الإشارة إلى أنه سجل أزيد من 20 أغنية فقط في الولايات المتحدة وحدها، وذلك حسب إحصائيات مجلة بيلبورد.

## المسيرة المهنية

### 1980 - 2010
فرانكو هو واحد من بين أربعة أطفال ولدوا في فنزويلا حيث ترجع أصولهم إلى المهاجرين الإيطاليين الذين استوطنوا فنزويلا، لكن أسرة دي فيتا سرعان ما عادت إلى روما في إيطاليا عندما كان يبلغ من العمر 3 سنوات فقط، ثم عادت العائلة مرة أخرى إلى فنزويلا عندما بلغ دي فيتا سن الثالثة عشر. وبسبب نشأته وتربيته في روما فإت دي فيتا تعلم اللغة الإيطالية كلغة أولى ولم يتقن الاسبانية حتى عاد إلى فنزويلا في سن الثالثة عشر. كما تعلم في وقت لاحق العزف على البيانو وذلك عندما كان طالبا في الجامعة.
في عام 1982، شكل دي فيتا مجموعة إيكارو (بالإسبانية: Icaro) التي أصدر معها ألبوم واحد. بعد ذلك بعامين، صدر له أول قرص كفنان منفرد بعنوان بسيط حمل نفس اسمه Franco De Vita (1984)، ثم أصدر بعد ذلك ألبوم باللغة الإسبانية مكون من ثلاث أغنيات فقط وهي سوموس تريس (بالإسبانية: Somoes Tres)، ثم نو هاي سيالو (بالإسبانية: No Hay Cielo) وأخيرا آن بيان بيرديدور (بالإسبانية: Un Buen Perdedor). وفي سنة 1986 أصدر ألبوما جديدا بعنوان فنتازيا (بالإسبانية: Fantasía) لكنه هذه المرة ضم مجموعة من الأغاني الفردية، بما في ذلك أغنية أكي إيستاس أوترا فيز (بالإسبانية: Aquí Estás Otra Vez) وكذلك سولو أمبورتوس تي (بالإسبانية: Sólo Importas Tú).
انتقل دي فيتا إلى شركة سي بي إس عام 1988 قصد تسجيل ألبومه الجديد آل نورت ديل سير (بالإسبانية: Al Norte del Sur). عموما، فالألبوم كان اجتماعيا إلى درجة كبيرة، حيث كان يميل نوعا ما البوب، لا سيما من خلال إيقاعات "Te Amo" و"Louis". أما أغنيته الأخيرة من الألبوم فقد تطرق فيها إلى أحلام اليقظة التي تزعج سائق أجرة ما والذي يؤله البيتلز، هذا وقد تم ترقية الأغنية وجعلها على شاكلة موسيقى مصورة (كانت تعتبر متقدمة جدا وقتها).
أصدر دي فيتا ألبوما جديدا سنة 1990 بعنوان إكسترانجيرو (بالإسبانية: Extranjero) حيث ضم مجموعة من الأغاني من بينها أغنية «لا يكفي» (بالإسبانية: No Basta) والذي تربع لمدة أربعة أسابيع على عرش الصدارة في قائمة أفضل الأغاني في أمريكا اللاتينية وفاز عنها بجائزة إم تي في في فئة الأغاني المصورة.

### 2010 - الآن
في 2012، ظهر دي فيتا رفقة توني بينيت في ألبوم فيفا ثنائيات. وفي عام 2014، تم تجنيد دي فيتا في قائمة مجلة بيلبورد لأشهر مغنيي الموسيقى اللاتينية.

## الحياة الشخصية
دي فيتا عاش في مدريد منذ تسعينيات القرن الماضي، يتقن مجموعة من اللغات على رأسها الإسبانية، الإيطالية ثم اللغة الإنجليزية.

## الألبومات

### بالإسبانية
| الألبوم                            | سنة الإصدار |
| ---------------------------------- | ----------- |
| Franco De Vita                     | 1984        |
| Fantasía                           | 1986        |
| Al Norte Del Sur                   | 1988        |
| Extranjero                         | 1990        |
| En Vivo Marzo 16                   | 1992        |
| Voces a mi Alrededor               | 1993        |
| Fuera de Este Mundo                | 1996        |
| Nada es igual                      | 1999        |
| Segundas partes también son buenas | 2002        |
| Stop                               | 2004 - 2005 |
| Mil y Una Historias En Vivo        | 2006        |
| Simplemente La Verdad              | 2008        |
| En Primera Fila                    | 2011        |
| Vuelve en Primera Fila             | 2013        |
| Libre                              | 2016        |

### بلغات أخرى
| الألبوم        | سنة الإصدار | اللغة      |
| -------------- | ----------- | ---------- |
| Straniero      | 1993        | الإيطالية  |
| Isto é America | 1993        | البرتغالية |

## وصلات خارجية
- فرانكو دي فيتا على موقع IMDb (الإنجليزية)
- فرانكو دي فيتا على موقع ميوزك برينز (الإنجليزية)
- فرانكو دي فيتا على موقع أول ميوزيك (الإنجليزية)
- فرانكو دي فيتا على موقع ديسكوغز (الإنجليزية)
- الموقع الرسمي لفرانكو دي فيتا